# 伊東大貴
伊東 大貴（いとう だいき、1985年12月27日 - ）は、日本の元スキージャンプ選手で、現在は指導者である。北海道下川町出身。オリンピック5大会（2006トリノ、2010バンクーバー、2014ソチ、2018平昌、2022年北京）日本代表。2014年ソチオリンピック団体銅メダリスト。2013年世界選手権混合団体金メダリスト。

## 経歴
元々はアルペンスキーをやっていたが、小学生の時にジャンプ競技に興味を持ち、親の目を盗んでジャンプを始める。
中学組で圧倒的な強さを見せていた2000年には1月10日のHBCカップジャンプ競技会で、歴代最年少の14歳と14日でラージヒルの公式試合に出場し25位となっている。またこの時は試合の前に練習で飛んでいるので、葛西紀明を抜き大倉山を跳んだ当時の歴代最年少記録も樹立している（現在の記録は2007年に小学4年生でテストジャンパーとして跳んだ伊藤将充）。この伊東の快挙で、以後中学生年代でもラージヒルの大会にエントリーできるようになった。
下川商業高校卒業後、一時は雪印乳業への入社を決めていたが、同郷で幼なじみの千田侑也が土屋ホーム入社を決めたため、自身も一転して同社に入った。2005年1月6日のオーストリア・ビショフスホーフェンでのジャンプ週間最終戦でこの台のバッケンレコードとなる143mを飛び初めてW杯の表彰台(3位)に立った。また、同年3月20日にはスロベニアのプラニツァで行われたW杯最終戦のフライングヒルで2本目に222.5mを飛び、19歳ながら日本人で初めて220mの壁を突破している。
豪快なジャンプスタイルだけでなく、底抜けに明るくいつも笑顔でいることや必要以上にユーモアとウィットに富んだ発言を連発することなどからも、原田雅彦の後継者として期待されている。また国内大会の表彰式などでは、撮影タイムで表彰台から降りて自分の携帯電話で他の表彰選手を撮影して観客の笑いを取ることが時折見られる。
2008年2月に結婚し新居を構えたが、その新居を手がけたのは2006年シーズン限りで現役引退し、土屋ホームの社業に専念していた千田だった。この年のサマーグランプリでは3度2位に入る活躍を見せたが、帰国後の10月6日に土屋ホームがチームへの支援を縮小したのに伴い、木下監督、伊藤謙司郎と共に10月限りで退社し、新天地を求めることが明らかになった が、所属先が決まらず、土屋ホーム所属期限を12月いっぱいまで延長した後、木下監督、伊藤とともに2009年1月1日からはサッポロスキッドに名義を借りていた（大会に出場するための暫定的な措置で、山田いずみ、渡瀬あゆみもサッポロスキッドの名義を借りていたことがある。）。また、1月21日には伊藤とともに日立製作所の支援を受けることが決まった。2月6日には木下監督、伊藤謙司郎と共に、携帯ショッピングサイトを手がけるモバイルコンビニの支援を受けることが発表された。
2009年4月1日付で雪印乳業株式会社（現・雪印メグミルク株式会社）に入社 した。
2011-2012シーズンは序盤躓いたもののすぐに好調に転じ、度々W杯の表彰台に立つようになる。一時帰国した2012年1月21日の第39回HTBカップで大倉山ジャンプ競技場のバッケンレコード（146.0m）を記録すると、好調そのままに1月28日、地元札幌でのW杯で日本人として12人目となる念願の初優勝を果たした。翌29日も優勝し、日本人選手としては1999年1月の葛西紀明以来、13季ぶりのW杯連勝を達成。また、2月26日にはヴィケルスンでのスキーフライング世界選手権団体戦の1本目で240.0mの日本人歴代最長不倒を達成した。3月4日のフィンランド・ラハティ大会では国外でのW杯初優勝を果たし、続く3月8日のノルウェー・トロンハイム大会で4勝目。2011-2012シーズン合計で9度表彰台に立ち、シーズン個人総合成績で自己最高の4位に入った。日本人選手が個人総合成績で10位以内に入るのは2003-2004シーズン8位の葛西紀明以来である。
2012-13シーズンはワールドカップ序盤戦を膝の故障のため欠場し、年末年始のスキージャンプ週間ガルミッシュ＝パルテンキルヒェン大会から復帰した。しばらくは30位台が続き、ポイントを獲得できなかったが、1月19日の札幌大会と2月16日のオーベルストドルフ大会で6位に入り復調。直後にイタリアのヴァル・ディ・フィエンメで開催された世界選手権では、伊藤有希、高梨沙羅、竹内択とともに出場した男女混合団体で金メダルを獲得。世界選手権後のワールドカップで2度表彰台を獲得した。
2013-14シーズンは12月8日のリレハンメル大会で3位。ソチオリンピックの日本代表にも選出されたが、オリンピック直前のワールドカップで左膝を痛めたため、ノーマルヒルは欠場し、ラージヒル一本に絞り入賞まであと一歩に迫る9位。清水礼留飛、竹内択、葛西紀明とともに出場した団体では3番手を任され130ｍ越えのジャンプを2本揃えて1998年長野オリンピック以来16年ぶりのメダルとなる銅メダル獲得に貢献した。団体戦でも膝の状態は悪く2本目の着地の後に倒れこむ場面が見られ、フラワーセレモニーではまともに歩くこともできない状態であった。五輪後の海外遠征はキャンセルしてシーズンを終えた。
2014-15シーズンは開幕よりW杯メンバーに復帰。ソチ五輪と同じメンバーと挑んだ団体第1戦で2位。個人戦も11月28日の第2戦（フィンランド・ルカ）で2シーズンぶりの2位でシーズン初表彰台を獲得した。その他に2大会で4位を記録した。
2015-16シーズンは1月1日のジャンプ週間ガルミッシュ＝パルテンキルヒェン大会から6戦連続でトップ10入り。このうち1月30日札幌大会と2月10日トロンハイム大会で5位。1月31日の札幌大会では1回目で首位に立ったが2回目で順位を落として7位。
2016-17シーズンは、3月12日にオスロで4位となったのが最高成績。この他12月17日エンゲルベルク大会（5位）、2月12日札幌大会（8位）でトップ10入りした。ラハティでの世界選手権では男女混合団体ノーマルヒルで銅メダルを獲得。個人ノーマルヒルでも10位に入った。
2017-18シーズンもW杯メンバー入りしたが、11月19日の第1戦ヴィスワ大会で転倒し、右肩を負傷したため帰国した。この怪我の影響もありこの年のW杯出場は2試合に留まり総合63位に終わった。平昌五輪は個人ノーマルヒル20位、団体ラージヒル6位だった。
2018-19シーズンもW杯メンバー入りしたが、30位以内に残れない試合がしばしばありスキージャンプ週間のガルミッシュ＝パルテンキルヒェン大会の12位が最高で総合32位だった。世界選手権では団体ラージヒルで銅メダルを獲得した。
2019-20シーズンはサマーグランプリ白馬大会参戦の後、W杯開幕戦のヴィスワ大会およびスキージャンプ週間のガルミッシュ＝パルテンキルヒェン大会で5位に入るなどし、総合24位でシーズンを終えた。
2020-21シーズンは、コロナ禍のため10月以降の開催となったサマージャンプ国内戦は7戦中、2位3回、3位2回の成績でワールドカップへ向かった。ワールドカップではルカ大会1日目の21位が今季最高と調子が上がらず、エンゲルベルク大会後に一度帰国。HBC杯3位入賞の後再度ワールドカップに参戦したが、腰を痛めて帰国、総合55位でシーズンを終えた。
2021-22シーズンでは北京五輪の代表に選ばれたが、出場機会はなかった。北京五輪終了後の3月7日、今季限りでの引退を表明。ワールドカップより一時帰国し、伊藤杯シーズンファイナル大倉山ナイタージャンプ大会に出場し優勝した。その後ワールドカップに戻り、プラニツァ大会の団体戦が現役最後のジャンプとなった。
2022年4月より雪印メグミルクスキー部のコーチに就任し、2025年4月より監督に就任する。

## 主な競技成績

### オリンピック
- 2006年トリノオリンピック（ イタリア）
  - 個人ノーマルヒル 18位
  - 個人ラージヒル 42位
  - 団体ラージヒル 6位（伊東大貴、一戸剛、岡部孝信、葛西紀明）
- 2010年バンクーバーオリンピック（ カナダ）
  - 個人ノーマルヒル　15位
  - 個人ラージヒル　20位
  - 団体ラージヒル　5位（伊東大貴、竹内択、栃本翔平、葛西紀明）
- 2014年ソチオリンピック（ ロシア）
  - 個人ラージヒル 9位
  - 団体ラージヒル 銅メダル（清水礼留飛、竹内択、伊東大貴、葛西紀明）
- 2018平昌オリンピック（ 韓国）
  - 個人ノーマルヒル 20位
  - 団体ラージヒル 6位（竹内択、伊東大貴、葛西紀明、小林陵侑）
- 2022年北京オリンピック（ 中国）
  - 代表に選出されたが競技出場は無し。

### 世界選手権
- 2005年オーベルストドルフ大会（ ドイツ）
  - 個人ノーマルヒル 36位
  - 個人ラージヒル 31位
  - 団体ノーマルヒル 9位（伊東大貴、岡部孝信、東輝、葛西紀明）
- 2007年札幌大会（ 日本）
  - 個人ラージヒル　29位
  - 団体ラージヒル　3位（栃本翔平、岡部孝信、伊東大貴、葛西紀明）
- 2009年リベレツ大会（ チェコ）
  - 個人ノーマルヒル 22位
  - 個人ラージヒル 20位
  - 団体ラージヒル 3位（栃本翔平、岡部孝信、伊東大貴、葛西紀明）
- 2011年オスロ大会（ ノルウェー）
  - 個人ノーマルヒル 13位
  - 個人ラージヒル 18位
  - 団体ノーマルヒル 5位（湯本史寿、竹内択、葛西紀明、伊東大貴）
  - 団体ラージヒル 6位（竹内択、湯本史寿、葛西紀明、伊東大貴）
- 2013年ヴァル・ディ・フィエンメ大会（ イタリア）
  - 個人ノーマルヒル 15位
  - 混合団体ノーマルヒル 優勝（伊東大貴、竹内択、伊藤有希、高梨沙羅）
  - 個人ラージヒル 10位
  - 団体ラージヒル 5位（清水礼留飛、葛西紀明、伊東大貴、竹内択）
- 2015年ファールン大会（ スウェーデン）
  - 個人ノーマルヒル 12位
  - 個人ラージヒル 28位
  - 団体ラージヒル 4位（小林潤志郎、伊東大貴、竹内択、葛西紀明）
- 2017年ラハティ大会（ フィンランド）
  - 個人ノーマルヒル 10位
  - 混合団体ノーマルヒル 3位（竹内択、伊東大貴、高梨沙羅、伊藤有希）
  - 個人ラージヒル 15位
  - 団体ラージヒル 5位（竹内択、小林陵侑、葛西紀明、伊東大貴）
- 2019年ゼーフェルト大会（ オーストリア）
  - 個人ノーマルヒル 34位
  - 個人ラージヒル 20位
  - 団体ラージヒル  3位（佐藤幸椰、伊東大貴、小林潤志郎、小林陵侑）

#### フライング世界選手権
- 2004年プラニツァ大会（ スロベニア）
  - 個人 20位
  - 団体 5位（東輝、伊東大貴、宮平秀治、葛西紀明）
- 2008年オーベルストドルフ大会（ ドイツ）
  - 個人 27位
  - 団体 7位（伊東大貴、葛西紀明、竹内択、栃本翔平）
- 2010年プラニツァ大会（ スロベニア）
  - 個人 20位
- 2012年ヴィケルスン大会（ ノルウェー）
  - 個人 5位
  - 団体 5位（渡瀬雄太、栃本翔平、竹内択、伊東大貴）

#### ジュニア世界選手権
- 2001年カルパチ大会（ ポーランド）
  - 個人ノーマルヒル 24位
  - 団体ノーマルヒル 7位（桐生貴幸、樋口大二郎、讃良貴志、伊東大貴）
- 2002年ショーナッハ大会（ ドイツ）
  - 個人ノーマルヒル 2位
  - 団体ノーマルヒル 5位（細山周作、讃良貴志、樋口大二郎、伊東大貴）
- 2003年ソレフテオー大会（ スウェーデン）
  - 個人ノーマルヒル 23位
  - 団体ノーマルヒル 9位（吉成広志、山本健太、長南翼、伊東大貴）

### ワールドカップ
- 通算4勝、2位6回、3位7回（2021/22シーズンまで）
- シーズン個人総合最高成績 4位（2011/12シーズン）
- スキージャンプ週間総合最高成績 6位（2011/12シーズン）

| 個人総合成績（総合:W杯シーズン個人総合、4H:スキージャンプ週間総合） | 個人総合成績（総合:W杯シーズン個人総合、4H:スキージャンプ週間総合） | 個人総合成績（総合:W杯シーズン個人総合、4H:スキージャンプ週間総合） | 個人総合成績（総合:W杯シーズン個人総合、4H:スキージャンプ週間総合） | 個人総合成績（総合:W杯シーズン個人総合、4H:スキージャンプ週間総合） | 個人総合成績（総合:W杯シーズン個人総合、4H:スキージャンプ週間総合） |
| シーズン                                                            | 総合                                                                | 4H                                                                  | 優勝                                                                | 準優勝                                                              | 3位                                                                 |
| ------------------------------------------------------------------- | ------------------------------------------------------------------- | ------------------------------------------------------------------- | ------------------------------------------------------------------- | ------------------------------------------------------------------- | ------------------------------------------------------------------- |
| 2003/04                                                             | 37位                                                                | ---                                                                 | 0回                                                                 | 0回                                                                 | 0回                                                                 |
| 2004/05                                                             | 13位                                                                | 7位                                                                 | 0回                                                                 | 0回                                                                 | 1回                                                                 |
| 2005/06                                                             | 19位                                                                | 23位                                                                | 0回                                                                 | 1回                                                                 | 0回                                                                 |
| 2006/07                                                             | 60位                                                                | 45位                                                                | 0回                                                                 | 0回                                                                 | 0回                                                                 |
| 2007/08                                                             | 31位                                                                | 56位                                                                | 0回                                                                 | 0回                                                                 | 0回                                                                 |
| 2008/09                                                             | 29位                                                                | 19位                                                                | 0回                                                                 | 0回                                                                 | 0回                                                                 |
| 2009/10                                                             | 16位                                                                | 13位                                                                | 0回                                                                 | 0回                                                                 | 2回                                                                 |
| 2010/11                                                             | 15位                                                                | 32位                                                                | 0回                                                                 | 0回                                                                 | 0回                                                                 |
| 2011/12                                                             | 4位                                                                 | 6位                                                                 | 4回                                                                 | 3回                                                                 | 2回                                                                 |
| 2012/13                                                             | 26位                                                                | 50位                                                                | 0回                                                                 | 1回                                                                 | 1回                                                                 |
| 2013/14                                                             | 21位                                                                | 14位                                                                | 0回                                                                 | 0回                                                                 | 1回                                                                 |
| 2014/15                                                             | 16位                                                                | 32位                                                                | 0回                                                                 | 1回                                                                 | 0回                                                                 |
| 2015/16                                                             | 16位                                                                | 13位                                                                | 0回                                                                 | 0回                                                                 | 0回                                                                 |
| 2016/17                                                             | 24位                                                                | 25位                                                                | 0回                                                                 | 0回                                                                 | 0回                                                                 |
| 2017/18                                                             | 63位                                                                | ---                                                                 | 0回                                                                 | 0回                                                                 | 0回                                                                 |
| 2018/19                                                             | 32位                                                                | 21位                                                                | 0回                                                                 | 0回                                                                 | 0回                                                                 |
| 2019/20                                                             | 24位                                                                | 9位                                                                 | 0回                                                                 | 0回                                                                 | 0回                                                                 |
| 2020/21                                                             | 55位                                                                | ---                                                                 | 0回                                                                 | 0回                                                                 | 0回                                                                 |
| 2021/22                                                             | 39位                                                                | 32位                                                                | 0回                                                                 | 0回                                                                 | 0回                                                                 |
| 合計                                                                | ---                                                                 | ---                                                                 | 4回                                                                 | 6回                                                                 | 7回                                                                 |

| ワールドカップ個人表彰台 | ワールドカップ個人表彰台 | ワールドカップ個人表彰台         | ワールドカップ個人表彰台 | ワールドカップ個人表彰台 | ワールドカップ個人表彰台 |
| シーズン                 | 開催日                   | 開催地                           | HS                       | 成績                     | 備考                     |
| ------------------------ | ------------------------ | -------------------------------- | ------------------------ | ------------------------ | ------------------------ |
| 2004/05                  | 1月6日                   | ビショフスホーフェン             | 140                      | 3位                      | 兼スキージャンプ週間     |
| 2005/06                  | 1月22日                  | 札幌                             | 134                      | 準優勝                   |                          |
| 2009/10                  | 12月20日                 | エンゲルベルク                   | 137                      | 3位                      |                          |
| 2009/10                  | 1月16日                  | 札幌                             | 134                      | 3位                      |                          |
| 2011/12                  | 12月9日                  | ハラホフ                         | 142                      | 準優勝                   |                          |
| 2011/12                  | 1月1日                   | ガルミッシュ＝パルテンキルヒェン | 140                      | 3位                      | 兼スキージャンプ週間     |
| 2011/12                  | 1月15日                  | タウプリッツ                     | 200                      | 準優勝                   |                          |
| 2011/12                  | 1月28日                  | 札幌                             | 134                      | 優勝(1)                  |                          |
| 2011/12                  | 1月29日                  | 札幌                             | 134                      | 優勝(2)                  |                          |
| 2011/12                  | 2月12日                  | ヴィリンゲン                     | 145                      | 3位                      |                          |
| 2011/12                  | 2月18日                  | オーベルストドルフ               | 213                      | 準優勝                   |                          |
| 2011/12                  | 3月4日                   | ラハティ                         | 97                       | 優勝(3)                  |                          |
| 2011/12                  | 3月8日                   | トロンハイム                     | 131                      | 優勝(4)                  |                          |
| 2012/13                  | 3月12日                  | クオピオ                         | 127                      | 準優勝                   |                          |
| 2012/13                  | 3月15日                  | トロンハイム                     | 140                      | 3位                      |                          |
| 2013/14                  | 12月8日                  | リレハンメル                     | 138                      | 3位                      |                          |
| 2014/15                  | 11月28日                 | ルカ                             | 130                      | 準優勝                   |                          |

| 男子団体 | 男子団体 | 男子団体         | 男子団体 | 男子団体 | 男子団体                              |
| シーズン | 開催日   | 開催地           | HS       | 成績     | メンバー                              |
| -------- | -------- | ---------------- | -------- | -------- | ------------------------------------- |
| 2003/04  | 3月6日   | ラハティ         | 130      | 3位      | 東輝 伊東大貴 宮平秀治 葛西紀明       |
| 2010/11  | 11月27日 | クーサモ         | 142      | 3位      | 栃本翔平 葛西紀明 竹内択 伊東大貴     |
| 2011/12  | 11月27日 | クーサモ         | 142      | 準優勝   | 小林潤志郎 栃本翔平 竹内択 伊東大貴   |
| 2013/14  | 11月23日 | クリンゲンタール | 140      | 3位      | 伊東大貴 清水礼留飛 竹内択 葛西紀明   |
| 2014/15  | 11月22日 | クリンゲンタール | 140      | 準優勝   | 清水礼留飛 伊東大貴 葛西紀明 竹内択   |
| 2014/15  | 3月6日   | ラハティ         | 130      | 3位      | 栃本翔平 竹内択 伊東大貴 葛西紀明     |
| 2015/16  | 2月6日   | オスロ           | 134      | 3位      | 竹内択 作山憲斗 伊東大貴 葛西紀明     |
| 2015/16  | 2月22日  | クオピオ         | 127      | 3位      | 竹内択 作山憲斗 伊東大貴 葛西紀明     |
| 2018/19  | 2月9日   | ラハティ         | 130      | 3位      | 佐藤幸椰 伊東大貴 小林潤志郎 小林陵侑 |
| 2019/20  | 12月14日 | クリンゲンタール | 140      | 3位      | 佐藤幸椰 伊東大貴 小林潤志郎 小林陵侑 |

| 混合団体 | 混合団体 | 混合団体     | 混合団体 | 混合団体 | 混合団体                          |
| シーズン | 開催日   | 開催地       | HS       | 成績     | メンバー                          |
| -------- | -------- | ------------ | -------- | -------- | --------------------------------- |
| 2013/14  | 12月6日  | リレハンメル | 100      | 優勝     | 伊藤有希 伊東大貴 髙梨沙羅 竹内択 |

### サマーグランプリ
- 通算3勝、2位7回、3位2回（2021シーズンまで）
  - 2010シーズンに総合優勝（3勝、2位1回、3位1回）

| シーズン | 順位 | ポイント |
| -------- | ---- | -------- |
| 2004     | 15.  | 116      |
| 2005     | 42.  | 29       |
| 2006     | 20.  | 109      |
| 2007     | 20.  | 107      |
| 2008     | 6.   | 264      |
| 2009     | 7.   | 252      |
| 2010     | 1.   | 530      |
| 2011     | 16.  | 164      |
| 2013     | 51.  | 46       |
| 2015     | 53.  | 53       |
| 2016     | 20.  | 102      |
| 2017     | 37.  | 49       |
| 2018     | 16.  | 110      |
| 2019     | 27.  | 85       |
| 2021     | 21.  | 95       |

### 国内大会
- 1998年6月28日 第4回名寄ピヤシリサマージャンプ大会中学生の部
- 1999年1月16日 第31回北海道中学校スキー大会
- 1999年7月25日 第5回名寄ピヤシリサマージャンプ大会中学生の部
- 2000年1月9日 第41回雪印杯全日本ジャンプ大会ジュニアの部
- 2000年1月15日 第32回北海道中学校スキー大会
- 2000年2月8日 第37回全国中学校スキー大会
- 2000年3月12日 第34回雪印杯全日本ジャンプ旭川大会ジュニアの部
- 2000年3月15日 第19回全国ジュニアオリンピック大会中学生の部
- 2000年7月16日 第6回名寄ピヤシリサマージャンプ大会中学生の部
- 2001年1月7日 第42回雪印杯全日本ジャンプ大会ジュニアの部
- 2001年2月28日 第20回全国ジュニアオリンピック大会中学生の部
- 2001年3月18日 第35回雪印杯全日本ジャンプ旭川大会ジュニアの部

- 2002年2月23日 第57回国民体育大会冬季大会スキー競技会少年の部
- 2002年7月21日 第8回名寄ピヤシリサマージャンプ大会少年の部
- 2002年12月14日 第33回名寄ピヤシリジャンプ大会少年の部
- 2002年12月15日 第18回吉田杯ジャンプ大会少年の部
- 2003年1月5日 第44回雪印杯全日本ジャンプ大会少年の部
- 2003年2月28日 第15回全国高等学校選抜スキー大会
- 2003年3月5日 第22回全国ジュニアオリンピック大会高校生の部
- 2003年7月26日 第9回名寄ピヤシリサマージャンプ大会少年の部
- 2003年7月27日 第1回名寄サンピラー国体記念サマージャンプ大会少年の部

- 2005年8月2日 第6回札幌市長杯大倉山サマージャンプ大会成年組
- 2005年8月6日 2005UHB杯サマージャンプ大会
- 2006年3月25日 第7回伊藤杯シーズンファイナル大倉山ナイタージャンプ大会
- 2006年7月22日 2006UHB杯サマージャンプ大会
- 2006年7月23日 第7回札幌市長杯大倉山サマージャンプ大会成年組
- 2006年7月30日 第4回名寄サンピラー国体記念サマージャンプ大会成年の部
- 2007年7月22日 第8回札幌市長杯大倉山サマージャンプ大会成年組
- 2007年7月29日 第5回名寄サンピラー国体記念サマージャンプ大会成年の部
- 2008年1月27日 第86回全日本スキー選手権大会ノーマルヒル
- 2008年7月20日 第9回札幌市長杯大倉山サマージャンプ大会成年組
- 2008年7月27日 第6回名寄サンピラー国体記念サマージャンプ大会成年の部
- 2008年10月19日 第2回伊藤杯サマーファイナル大倉山ジャンプ大会
- 2009年7月19日 第10回札幌市長杯大倉山サマージャンプ大会成年組
- 2009年7月26日 第7回名寄サンピラー国体記念サマージャンプ大会成年の部
- 2009年10月19日 第3回伊藤杯サマーファイナル大倉山ジャンプ大会
- 2010年1月11日 第52回HBCカップジャンプ競技会
- 2010年10月17日 第4回伊藤杯サマーファイナル大倉山ジャンプ大会
- 2011年1月10日 第53回HBCカップジャンプ競技会
- 2011年8月21日 第12回札幌市長杯大倉山サマージャンプ大会成年組
- 2012年1月20日 第40回札幌オリンピック記念国際スキージャンプ競技大会
- 2012年1月21日 第39回HTBカップ国際スキージャンプ競技大会
- 2012年12月15日 第43回名寄ピヤシリジャンプ大会成年の部
- 2012年12月16日 第28回吉田杯ジャンプ大会男子組
- 2014年1月13日 第56回HBCカップジャンプ競技会
- 2014年12月14日 第30回吉田杯ジャンプ大会男子組
- 2015年7月26日 第13回名寄サンピラー国体記念サマージャンプ大会成年の部
- 2015年8月1日 第33回札幌市長杯宮の森サマージャンプ大会成年組
- 2015年8月2日 第16回札幌市長杯大倉山サマージャンプ大会成年組
- 2016年1月11日 第58回HBCカップジャンプ競技会
- 2016年1月23日 第43回HTBカップ国際スキージャンプ競技大会
- 2016年10月30日 第58回NHK杯ジャンプ大会
- 2017年2月4日 第29回UHB杯ジャンプ大会
- 2017年2月18日 第28回TVh杯ジャンプ大会
- 2018年8月5日 2018チャレンジカップ宮の森サマージャンプ大会
- 2018年10月28日 第97回全日本スキー選手権大会ラージヒル
- 2022年3月19日 第23回伊藤杯シーズンファイナル大倉山ナイタージャンプ大会